# 埃姆斯国家实验室
埃姆斯国家实验室（英語：Ames National Laboratory），旧称埃姆斯实验室（英語：Ames Laboratory），是美国能源部下属的国家实验室，位于艾奥瓦州的埃姆斯，附属于爱荷华州立大学。实验室致力于新材料的设计、合成与制备；材料的表征；计算化学；凝聚体物理学理论等方面的研究。实验室位于爱荷华州立大学的校园内。
2013年1月，美国能源部宣布在埃姆斯实验室建立关键材料研究所（Critical Materials Institute，CMI）以解决美国国内日益短缺的稀土金属资源问题，以及发展其他与美国能源安全相关的材料。

## 历史

### 1940年代
1942年，弗兰克·斯佩丁作为爱荷华州立学院（Iowa State College，爱荷华州立大学的前称）的稀土金属专家，主持成立了名为“埃姆斯计划”的科研项目。这个服务于曼哈顿计划的项目旨在为原子弹的研究提供大量高纯度的铀。项目副总监哈雷·A·威尔亨姆发展了一种新方法（后被称为“埃姆斯过程”）提纯铀。借助此提纯方法，埃姆斯计划为芝加哥1号堆提供了约两吨的铀，占反应堆使用铀总量的三分之一。直至1945年，埃姆斯计划总计产出逾两百万磅（1000吨）铀供曼哈顿计划使用。
二战结束后，埃姆斯计划获得了美国海军“E”杰出奖的荣誉，表彰该计划在两年半的时间内，对重要战争物资——金属铀的工业化生产作出的杰出贡献。作为教育机构，爱荷华州立大学获得了这项一般只会颁发给企业的荣誉。埃姆斯计划中的其他关键成果还包括：
- 发展了一种可从金属废料中提取铀的工序[11]。
- 大量生产了钍。二战前每克钍的售价为5美元，而埃姆斯计划中生产的每克钍的价格最后下降为不到5美分[5][12]。

由于埃姆斯计划的成功，美国原子能委员会于1947年5月17日正式建立了埃姆斯实验室。

### 1950年代
埃姆斯实验室有关稀土元素的工作，让实验室取得了该领域内的一定声望。实验室的科学家也对核燃料以及核反应堆的结构材料进行了研究。为了把科研成果转化为工业上的应用，实验室的大部分设备都被用作大型工业化生产的模型，来进行稀土金属的生产试验与测试。
同时期的其他关键成果：
- 发展了分离铪[19]、铌[20]、钽[20]、铈[14]和钇[15]的生产流程。
- 发现了一种新的同位素：磷-33[21]。
- 发展了离子交换法用于分离稀土金属[22]。
- 发展了一种从核燃料中分离出稀土金属的方法[16]。

### 1960年代
由于在新材料的探索研究方面的需求，实验室的雇员数量在1960年代达到了顶峰。为了开展中子衍射实验，实验室于1961年开始筹建一个五兆瓦的重水反应堆，并于1966年6月开始运行。美国原子能委员会在埃姆斯实验室建立了一个稀土信息中心（Rare-Earth Information Center），为科研团体提供有关稀土金属与其化合物的各种信息。
同时期的其他关键成果：
- 发现了一种新的同位素：铜-69[27]。
- 修建了世界上第一个成功连接反应堆运作的同位素分离器——TRISTAN（Terrific Reactor Isotope Separator to Analyze Nuclei）[28]。
- 实验室的物理学家成功生长了第一块大体积的固态氦晶体，并借此测量了固态氦的热容[29]。

### 1970年代
由于美国原子能委员会在1970年代被并入美国能源部，有一些研究项目被关闭，又有一些新的研究项目被开启。美国联邦政府重整合并了一些反应堆，导致埃姆斯实验室的反应堆于1977年被关闭。埃姆斯实验室开始着重于应用数学，太阳能，化石燃料与污染控制的研究。
同时期的其他关键成果：
- 实验室发展了世界上第一台电感耦合等离子体原子发射光谱设备，可迅速地从样品中同时检测出多种不同的稀有元素[31][32]。
- 对从废弃汽车中提取铜，锡和铬进行研究，使得剩余的钢的纯度足以用于回收再利用[33]。
- 发明了一种图像增幅器（英语：image intensifier），显著地降低了X射线医疗中人体接受的辐射剂量[34]。

### 1980年代
在1980年代，埃姆斯实验室以满足当地和国内的能源需求为目标开展了各项研究。化石燃料研究着眼于如何更为清洁地燃煤；新技术被用于清理放射性废料；高性能计算被加入到应用数学和固体物理学的研究项目中。此外，美国能源部在埃姆斯实验室建立了材料制备中心（Materials Preparation Center），向公众提供新材料发展的相关信息。
同时期的其他关键成果：
- 发展了一种液体接界（liquid-junction）太阳能电池，此电池具有效率高，耐久且无毒等优点[36]。
- 获得了美国国防部的一笔资金援助，之后建立了无损检测中心（Center for Nondestructive Evaluation，CNDE）用于发展航空器的无损检测技术[37]。
- 发展了一种制造钕铁合金的新方法，为广泛使用的釹磁鐵提供原料[38]。
- 协助开发磁致伸缩材料Terfenol-D，这种材料在声纳与换能器中有实际应用[39]。

### 1990年代
在新材料的开发研究中，埃姆斯实验室延续着自己将基础科研成果转化为工业应用的努力。实验室建立了可扩展计算实验室，不但发展了并行计算，也为其他的科学家提供了廉价的计算资源。另外，研究者发现了第一个由非碳原子组成的富勒烯；发展了一种DNA序列分析仪，比其他的同类仪器快24倍。
同时期的其他关键成果：
- 发展了 HINT 基准（benchmarking）技术，用于对不同量级的电脑的性能进行客观比较。源程序现存于楊百翰大學的网站[43]。
- 改进了高压气体雾化（high pressure gas atomization）的工艺，可将熔融金属转化为细颗粒的金属粉末[44]。
- 发现了一种可应用于磁致冷（英语：Magnetic refrigeration）的新材料[45]。
- 发展了一种高强度的无铅焊料[46][47]。
- 发明了一种毛細管電泳技术，可同时分析多种化学样品，在药品学、遗传学、医学以及司法科学中有实际应用。这项研究衍生产业（Research spin-off）催生的Combisep公司已经成功地商业化了该技术[47]。

### 2000年代
- 发现了一种超高硬度的硼-铝-镁合金（英语：Aluminium magnesium boride）（boron-aluminum-magnesium alloy，BAM）。在泵的叶片上加镀一层 BAM 可减少摩擦，且提升耐磨性，大大提高了泵的工作效率[48]。
- 实验室的材料制备中心（Materials Preparation Center）制备的材料被用于欧洲空间局发射的普朗克卫星上，其中的镧-镍-锡合金被用于普朗克卫星的超低温冷却系统中[49]。
- 参与开发osgBullet。此软件通过实现三维实时模拟，可以帮助工程师设计各种复杂的系统，包括下一代發電廠和高性能汽车。osgBullet于2010年荣获当年R&D 100大奖[50]。
- 实验室的研究者们在光子晶体的微波波段观测到负折射现象，使得实现可见光波段的负折射材料和超透镜（英语：superlens）的梦想更近了一步[51]。

### 2011年至今
- 发展了一种可将热能转换为电能的新合金，转换效率比现有技术高出25%。此项新研究可在未来用于提高熱傳導發電機的工作效率[52]。
- 与韩国工业技术研究所（英语：Korean Institute of Industrial Technology）签订谅解备忘录，增进稀土元素研究的国际合作[53]。
- 埃姆斯实验室的科学家丹·谢赫特曼因准晶的发现荣获2011年的诺贝尔化学奖[54]。
- 实验室的科学家使用气体雾化（Gas atomization）技术，将钛粉的产率提高到传统方式的十倍有余。此项研究在美国下一代尖端能源创新者挑战（America’s Next Top Energy Innovator Challenge）中获奖[55]。借助此技术成立的艾奧瓦州粉霧技術公司（Iowa Powder Atomization Technologies）于2014年被普莱克斯公司（英语：Praxair）接管[56]。
- 对下一代铝-钙化合物供电传输线的研究。这种电线将会更轻，强度更强，且它的电导率至少比现有的直流电输电线要高百分之十[57]。
- 美国能源部于2013年下拨实验室资金1.2亿美元启动一个新的能源创新枢纽（Energy Innovation Hub）——关键材料研究所（Critical Materials Institute）的建设。研究所将集中精力寻找替代方案以减少美国对关键材料的依赖，从而引导美国工业向洁净高效的方向发展[58]。
- 2014年，灵敏仪器研究设施（Sensitive Instrument Facility，SIF）开始动土。SIF将成为实验室现有的透射电子显微镜以及其他的高精尖灵敏仪器的放置点，可以为设备提供隔绝振动、电磁以及其他类型扰动的环境[59]。SIF 已于2016年5月6日正式落成[60]。
- 添置了一台动态核偏振（英语：Dynamic nuclear polarisation）（dynamic nuclear polarization，DNP）固态核磁共振波谱仪。DNP-核磁共振可以帮助科学家理解单个原子是如何在材料中排列的。这是全美第一台被用于研究材料科学和化学的DNP-核磁共振仪[61]。
- 2022年7月，于庆祝实验室建立75周年之际，实验室名称由先前的“埃姆斯实验室”改名为“埃姆斯国家实验室”。[62]

## 历届主任
| # | 主任                            | 开始年份 | 结束年份 |
| - | ------------------------------- | -------- | -------- |
| 1 | 弗蘭克·斯佩丁（Frank Spedding） | 1947     | 1968     |
| 2 | 羅伯特·漢森（Robert Hansen）    | 1968     | 1988     |
| 3 | 托馬斯·巴頓（Thomas Barton）    | 1988     | 2007     |
| 4 | 亞歷山大·金（Alexander King ）  | 2008     | 2013     |
| 5 | 亞當·施瓦茨（Adam Schwartz ）   | 2014     | 现任     |

## 相关著名科学家
- 弗兰克·斯佩丁，主持了二战曼哈顿计划化学方面的工作，是爱荷华州立大学的第二位美国国家科学院院士，同时是埃姆斯实验室的第一届主任，曾获1933年的欧文·朗缪尔奖（英语：Langmuir Award），爱荷华州立大学的第一位科学与人文杰出教授（Distinguished Professor of Sciences and Humanities）。他所获的其他奖项包括：威廉·H·尼克尔斯奖（英语：William H. Nichols Medal Award）、詹姆斯·道格拉斯金奖章（英语：James_Douglas_(businessman)#Professional_Accolades）以及弗兰西斯·克拉梅奖（Francis J. Clamer Award）[5]。
- 哈雷·A·威尔亨姆（英语：Harley A. Wilhelm），参与曼哈顿计划，发展了用于生产铀金属的埃姆斯过程（英语：Ames Process）[6]。此生产方法沿用至今。
- 韋爾默·A·法塞爾（英语：Velmer A. Fassel），因为发展被称为电感耦合等离子体–原子发射光谱（inductively coupled plasma-atomic emission spectroscopy，ICP-AES）的化学分析手段而在国际上闻名[63]。
- 艾倫·麥金托什（英语：Allan Mackintosh），稀土金属方面的杰出专家，曾经担任歐洲物理學會主席[64]。
- 约翰·科贝特（英语：John Corbett (chemist)），美国国家科学院院士，发现了第一个由非碳原子组成的富勒烯[41]。
- 何恺明（Kai-Ming Ho）、陈子亭（Che-Ting Chan）和科斯塔斯·索科利斯（Costas Soukoulis），设计并演示了光子带隙晶体（photonic band gap crystal）的存在。此发现被列为美国能源部能源100大奖（DOE Energy 100 Awards）的第24位，促进了光子晶体领域的发展[65]。光子晶体被认为在现代光通訊以及其他光学领域具有革命性应用的潜力。
- 丹·谢赫特曼，埃姆斯实验室的材料科学家、工程师，因为发现准晶而成为2011年的诺贝尔化学奖得主[54]。
- 帕特里夏·蒂尔，美国文理科学院院士，2014年因“对理解准晶体表面以及薄膜成核和生长的开创性贡献”获得Medard W. Welch奖（英语：Medard W. Welch Award）。
- 愛德華·楊（英语：Edward Yeung），首位对单一人类红血球化学成分作出定量分析的科学家。这项研究可对艾滋病，癌症和其他遗传性疾病，例如阿尔茨海默症，肌肉萎缩症和唐氏综合征的检测作出改善。愛德華·楊曾获得过四次R&D 100大奖以及R&D杂志的一次主编选荐奖（Editor's Choice award）。对化学物质分离过程的研究让他在2002年获得美国化学学会授予的色谱学奖[66]。
- 克勞斯·魯登伯格（Klaus Ruedenberg），因在理论化学领域的前沿研究而被授予2002年的美国化学学会的理论化学奖[67]。
- 科斯塔斯·索科利斯，2005年笛卡尔奖（英语：Descartes Prize）[68]（欧盟于科学领域所颁发的最高奖项）和2014年马克斯·玻恩奖（英语：Max Born Award）得主[69]。